# Hojancha (cantão)
Hojancha é um cantão da Costa Rica, situado na província de Guanacaste. Limita a norte e oeste com Nicoya, ao leste com Nandayure, e ao sul com o Oceano Pacífico. Possui uma área de 261,42 km² e sua população está estimada em 7.197 habitantes.

## Divisão política
Atualmente, o cantão de Hojancha possui 5 distritos:
|   | Nome do Distrito |
| - | ---------------- |
| 1 | Hojancha         |
| 2 | Monte Romo       |
| 3 | Puerto Carrillo  |
| 4 | Huacas           |
| 5 | Matambú          |